# Кейта Балде
Кейта Балде Диао (на френски: Keita Baldé Diao) е сенегалски футболист, нападател, който играе за Монца.

## Кариера

### Ранна
Кейта Балде е роден в Арбусес в сенегалско семейство. През 2004 г. е приет в Ла Масия – младежката академия на Барселона. През 2010 г. пътува с младежкия отбор за Катар за турнир, където си прави шега със свой съотборник, като слага кубче лед в леглото му. За тази постъпка е наказан, като е изпратен под наем в сателитния клуб Корнеля, въпреки предричаното му бляскаво бъдеще. Наемът дава право на Корнеля върху част от правата на Кейта. След сезон, в който отбелязва 47 гола за юношите на Корнеля, Кейта отказва да се завърне в Барселона и привлича интереса на Реал Мадрид и Манчестър Юнайтед.

### Лацио
През лятото на 2011 г. той подписва с клуба от Серия А Лацио за €300 000, като Корнеля получава 10% от сумата. Докато чака да получи испанско гражданство и съответно да бъде регистриран от италианците, Кейта Балде не играе в официални мачове за младежките гарнитури на Лацио в продължение на една година. Но той успява да впечатли на юношеския турнир „Торнео Карол Войтила“, където вкарва 6 гола в 4 мача.
През сезон 2012/13 Кейта е в примаверата на Лацио, но тренира с първия отбор. Попада в групата, определена от треньора Владимир Петкович за някои мачове в края на сезона, но не получава шанс за игра.
През следващия сезон Кейта Балде прави своя дебют в домакинската победа с 3:0 срещу Киево на Стадио Олимпико на 15 септември 2013 г., като заменя Луис Педро Каванда. Пет дни по-късно дебютира и в груповата фаза на Лига Европа срещу Легия Варшава, като започва титуляр и асистира за единствения гол. На 10 ноември 2013 г. той вкарва първия си гол в официален мач за тима при 1:1 срещу Парма.
На 18 август 2015 г. Кейта влиза като резерва и отбелязва единственият гол срещу Байер Леверкузен при победата с 1:0 в първия мач от плейофа за влизане в Шампионската лига на Стадио Олимпико.
Кейта Балде напълно се утвърждава в стартовата единадесеторка през сезон 2016/17. На 6 март 2017 г. записва своя мач номер 100 в Серия А при победата с 2:0 над Болоня. На 23 април вкарва първия си хеттрик при 6:2 срещу Палермо. Той постига хеттрик в рамките на 5 минути, което го прави най-бързият хеттрик, отбелязан в Серия А от сезон 1974/75 насам.

### Монако
На 29 август 2017 г. Кейта преминава срещу €30 млн. в Монако с договор за 5 години. На 21 октомври 2017 г. открива резултата при 2:0 над Каен. За сезон 2017/18 има 23 мача, 8 гола и 11 асистенции.

### Интер
На 13 август 2018 г. се завръща в Серия А, като преминава в Интер Милано под наем за €5 млн. с опция за закупуване от €34 млн. в края на сезона.

## Национален отбор
През май 2018 г. е повикан в състава на Сенегал за Мондиал 2018 в Русия.